# Amigos (álbum de Pelusa)
Amigos es el decimoquinto álbum como solista del cantante y compositor argentino de cuarteto Pelusa. Fue editado en 1993 por PolyGram Discos S.A. Argentina en casete y disco compacto.

## Lista de canciones
Lado A
1. «Falsa alarma» (J. Brizuela, Moyano, Castellaro) – 3:18
2. «Te espero (Je T'attends)» (C. Aznavour, G. Becaud) – 2:58
3. «Centella de amor» (J. Brizuela, W. Luna, Flores) – 3:08
4. «El merengón» (Louvet, Castellón, Morales)  / «Quítate el zapato» (Beetar) – 4:14
5. «Esta noche es de los dos» (N. Ledesma, Brito, G. López) – 2:28
6. «Me copa esa mujer» (N. Ledesma, J. Brizuela) – 2:40
7. «Morena de quince años» (Maldonado) – 2:05

Lado B
1. «No es mejor que yo» (Alejandro Jaen Palacios, Benito Suárez) – 4:40
2. «Sinceridad (Sinceritá)» (Cocciante, Roda, Gil) – 2:56
3. «El sacudón» (N. Ledesma, J. Brizuela) – 3:08
4. «Solo fueron ilusiones» (Greco, Valles)  / «La alegría de Rosa María» (Videla, Moyano) – 3:52
5. «Santa Marta» (Eugenio Nóbile) – 2:35
6. «Si te vas» (N. Ledesma, M. Calderón, W. Luna) – 3:42

## Créditos
- Guitarra: Gustavo Tarnavasio
- Percusión y accesorios: Toti Ponce
- Teclas: Walter Luna y Pablo "Lanzallama" Brizuela
- Coros: Cuerdita, Pablo, Fredy, Chino y Walter "Bola"
- Todos los pájaros y el preguntón que dice "Y de'ai?": "Pajarito Harley"
- Invitados especiales: Juan Batistel y Bubú
- Arreglos, dirección y selección de todos los temas: Jorge Brizuela y Walter Luna
- Grabado en: Studio 34, octubre de 1993, Córdoba Capital
- Técnico: Gabriel Braceras
- Mezcla: Gabriel Braceras y Jorge Brizuela
- VIBALO S.R.L.: Agnese López, Ariel Barni y Héctor Vidal
- Fotografía: "Foto Centro" de Borri y Gurdulich, Marcos Juárez, Córdoba
- Diseño gráfico: Daniel Del Federico

- Datos: Q108028768